# 第1號交響曲 (柴可夫斯基)
G小調第1號交響曲，作品13，是俄國作曲家柴可夫斯基的第一首交響曲作品，標題為「冬之夢」（俄语：Зимние грёзы）。

## 創作歷程
這是柴可夫斯基剛當上莫斯科音樂學院教授時的創作，經歷了大約兩年才完成。據他的弟弟莫迪斯（Modest Il'yich Tchaikovsky）形容，柴可夫斯基創作這首交響曲是他最痛苦的時期。此外，在柴可夫斯基寫給安納托（Anatoly Il'yich Tchaikovsky）的信中，也透露了寫作此曲時的心境：「我非常焦慮，大概是因為這些事：第一，我缺乏寫作交響曲的經驗；二、魯賓斯坦和塔諾夫斯基整天都在折磨我⋯⋯；第三，我擺脫不掉一直覺得自己可能會在還沒完成作品前就死去的念頭。」 作品於1866年6月初開始配器，11月完成。
作品的第三樂章曾在莫斯科率先演出，全曲的首演則要到俄曆1868年2月3日（公曆1868年2月15日）於莫斯科舉行，指揮為尼古萊·魯賓斯坦。由於首演後的反應只屬一般，柴可夫所基並沒有立即把樂譜交予發行商印刷，而是擱在一邊，直至1875年，親自修訂後才交予出版。目前演出的版本都是1875年修訂後的版本。
關於作品標題「冬之夢」，乃出版前由柴氏親自加上的。這首交響曲題獻給尼古萊·魯賓斯坦。

## 分析

### 配器
| - 木管 - 短笛 - 長笛：2 - 雙簧管：2 - 單簧管：2 - 低音管：2 | - 銅管 - 法國號：4 - 小號：2 - 長號：3 - 低音號 | - 定音鼓 - 敲擊樂器：鈸、大鼓（皆在第4樂章使用） | - 弦樂器 |

依照工具書《管弦樂作品手冊》指示，上述之配器可簡記為"*3 2 2 2—4 2 3 1—tmp+2—str"。

### 結構
本曲共四樂章。1868年版和1875年版的標題、速度都完全相同，最大的改動在於第一樂章，初版時的第二主題，在第二版時被整個換掉。而第二和第四樂章則只是作出一些短小的刪減。
第一樂章
小標「冬旅之夢想」（Dreams of a Winter Journey），寧靜的快板（allegro tranquillo）。
第二樂章
小標「荒涼、多霧之地」（Land of Desolation, Land of Mists），如歌般從容的慢板（adagio cantabile ma non tanto）。
第三樂章
諧謔曲，詼諧戲謔的快板（allegro scherzando giocoso），屬三段體，其中中段部份是選取自學生時代所作的鋼琴奏鳴曲，移調後直接套入的。
第四樂章
終曲，傷感的行板 — 莊嚴的快板（andante lugubre — allegro maestoso），行板段運用了民歌〈花園再次繁盛〉（俄语："Распашу ли я млада, младeшенка"）。

## 評價
柴氏曾在日後自評：「儘管它在許多方面都顯得不成熟，但總地來說，其內涵要比我許多成熟的作品好得多、豐富得多。」

## 錄音推薦
- Svetlanov, Evgeny.  (CD). Pony Canyon Inc. 2002. PCCL-00551.

## 外部連結
- 第1號交響曲的背景資料
- 柴可夫斯基第1號交響曲：国际乐谱典藏计划上的乐谱